# Gulács (Berg)
Der Gulács ist ein 393 m hoher Berg wenig nördlich des Plattensees in Ungarn. Er ist vulkanischen Ursprungs; das Basaltgestein tritt an vielen Stellen noch zutage.